# Thomas Kelly
Pour les articles homonymes, voir Kelly.
Thomas Kelly, né le 14 octobre 1961 au New Jersey est un écrivain américain, auteur de roman policier.

## Biographie
Ses grands-parents sont d'origine irlandaise ; mais ses parents, américains.  Né au New Jersey, c'est toutefois dans le Bronx que le jeune Thomas passe son enfance et sa jeunesse, avant de séjourner à plusieurs reprises en Californie. Il entreprend des études supérieures à l'Université Fordham, en 1986, qu'il poursuit à l'Université Harvard dès 1988. Pour gagner ses études, il exerce divers métiers du bâtiment et devient aussi, un temps, chauffeur de taxi, plongeur, employé dans une usine de conditionnement d'aliments et manœuvre dans la construction de tunnels. Ces multiples expériences lui seront utiles quand il se lance dans l'écriture.
En 1997, il publie son premier roman, Payback, qui « connaît un vif succès aux États-Unis » et que les éditions Rivages traduisent en français l'année suivante sous le titre Le Ventre de New York. Ce roman policier, doté d'une réelle dimension sociale, est un « témoignage de première main sur la condition des ouvriers des tunnels, ouvriers non qualifiés qui sont placés dans des situations extrêmement dangereuses. De plus, il rend compte de la situation sociale sous l'ère Reagan et des collusions entre les mondes de l'entreprise, de la politique et du crime organisé ».
Également situé à New York, Rackets (The Rackets, 2002) raconte une élection truquée au sein d'un syndicat de camionneurs, prétexte à une remise en cause des liens entre les grandes organisations syndicales américaines et le pouvoir des milieux de la finance et de la politique.
Quant à Les Bâtisseurs de l'Empire (Empire Rising, 2005), il s'agit d'un roman policier historique sur la construction de l'Empire State Building, achevé en 1931.

## Œuvre

### Romans
- Payback (1997) Publié en français sous le titre Le Ventre de New York, traduction de Danièle et Pierre Bondil, Paris, Payot & Rivages, coll. « Rivages/Thriller » (1998)  (ISBN 2-7436-0388-7) ; réédition Payot & Rivages, coll. « Rivages/Noir » no 396 (2001)  (ISBN 2-7436-0789-0)
- The Rackets (2001) Publié en français sous le titre Rackets, traduction de Danièle et Pierre Bondil, Paris, Payot & Rivages, coll. « Rivages/Thriller » (2003)  (ISBN 2-7436-1164-2) ; réédition, Paris, Payot & Rivages, coll. « Rivages/Noir » no 773 (2010)  (ISBN 978-2-7436-2093-6)
- Empire Rising (2005) Publié en français sous le titre Les Bâtisseurs de l'Empire, traduction de Danièle et Pierre Bondil, Paris, Payot & Rivages, coll. « Rivages/Thriller » (2007)  (ISBN 978-2-7436-1732-5) ; réédition, Paris, Payot & Rivages, coll. « Rivages/Noir » no 904 (2013)  (ISBN 978-2-7436-2470-5)

## Sources
: document utilisé comme source pour la rédaction de cet article.
- Claude Mesplède (dir.), Dictionnaire des littératures policières, vol. 2 : J - Z, Nantes, Joseph K, coll. « Temps noir », 2007, 1086 p. (ISBN 978-2-910-68645-1, OCLC 315873361), p. 81.